# Prawo poznańskie
Prawo poznańskie (łac. ius Posnaniense) – prawo miejskie, lokalna odmiana prawa magdeburskiego wzorowana na przywileju lokacyjnym Poznania z 1253 i stosowana w zachodniej Wielkopolsce.
Powstało ono wskutek niedostatecznej znajomości tegoż prawa przez lokalnych książąt, a później i królów, którzy omijali te niedostatki poprzez wzorowanie się na poznańskiej wersji tegoż prawa. Na prawie poznańskim lokowano takie miasta jak:
- Śrem w 1253
- Żnin w 1260
- Kcynia w 1263
- Rogoźno w 1280
- Górczyn w 1284 (dziś część Poznania)
- Wielichowo w 1429
- Oborniki w 1485
- Babimost w 1513
- Gniezno w 1619

Natomiast w przywilejach lokacyjnych Wschowy z 1426 i Bledzewa z 1619 wspomina się ogólniej o "prawie miast wielkopolskich".